# Bravida Arena
Bravida Arena – stadion piłkarski w Göteborgu w Szwecji. 

## Charakterystyka
Stadion budowany był w latach 2014-2015, a otwarty został w lipcu 2015. Na stadionie znajduje się 6500 miejsc, z czego 4500 to miejsca siedzące. Na stadionie gra drużyna BK Häcken. Inauguracja stadionu miała miejsce 5 lipca 2015 roku, kiedy to BK Häcken pokonało 3:2 Helsingborgs IF.